# Алін Алексус-Чіураріу
Алін Алексус-Чіураріу (рум. Alin Alexuc-Ciurariu; нар. 3 лютого 1990, Ботошані, повіт Ботошані) — румунський борець греко-римського стилю, чемпіон та дворазовий бронзовий призер чемпіонатів Європи, бронзовий призер чемпіонату світу серед студентів, учасник чотирьох Олімпійських ігор.

## Життєпис
Боротьбою почав займатися з 2000 року. У 2010 році завоював срібну медаль чемпіонату світу серед юніорів.
Виступає за спортивний клуб «Динамо» Бухарест. Тренер — Петріка Караре.

## Спортивні результати на міжнародних змаганнях

### Виступи на Олімпіадах
| Змагання                    | Збірна  | Вагова категорія                  | Місце |
| --------------------------- | ------- | --------------------------------- | ----- |
| Літні Олімпійські ігри 2012 | Румунія | греко-римська боротьба, до 96 кг  | 16    |
| Літні Олімпійські ігри 2016 | Румунія | греко-римська боротьба, до 98 кг  | 5     |
| Літні Олімпійські ігри 2020 | Румунія | греко-римська боротьба, до 130 кг | 12    |
| Літні Олімпійські ігри 2024 | Румунія | греко-римська боротьба, до 130 кг | 11    |

### Виступи на Чемпіонатах світу
| Змагання                        | Збірна  | Вагова категорія                  | Місце  |
| ------------------------------- | ------- | --------------------------------- | ------ |
| Чемпіонат світу з боротьби 2011 | Румунія | греко-римська боротьба, до 96 кг  | 9      |
| Чемпіонат світу з боротьби 2013 | Румунія | греко-римська боротьба, до 96 кг  | 18     |
| Чемпіонат світу з боротьби 2014 | Румунія | греко-римська боротьба, до 98 кг  | 5      |
| Чемпіонат світу з боротьби 2015 | Румунія | греко-римська боротьба, до 98 кг  | 5      |
| Чемпіонат світу з боротьби 2017 | Румунія | греко-римська боротьба, до 130 кг | 11     |
| Чемпіонат світу з боротьби 2018 | Румунія | греко-римська боротьба, до 130 кг | 11     |
| Чемпіонат світу з боротьби 2019 | Румунія | греко-римська боротьба, до 130 кг | 14     |
| Чемпіонат світу з боротьби 2021 | Румунія | греко-римська боротьба, до 130 кг | 7      |
| Чемпіонат світу з боротьби 2022 | Румунія | греко-римська боротьба, до 130 кг | Бронза |
| Чемпіонат світу з боротьби 2023 | Румунія | греко-римська боротьба, до 130 кг | 16     |

### Виступи на Чемпіонатах Європи
| Змагання                         | Збірна  | Вагова категорія                  | Місце  |
| -------------------------------- | ------- | --------------------------------- | ------ |
| Чемпіонат Європи з боротьби 2011 | Румунія | греко-римська боротьба, до 96 кг  | 14     |
| Чемпіонат Європи з боротьби 2012 | Румунія | греко-римська боротьба, до 120 кг | 12     |
| Чемпіонат Європи з боротьби 2013 | Румунія | греко-римська боротьба, до 96 кг  | 10     |
| Чемпіонат Європи з боротьби 2014 | Румунія | греко-римська боротьба, до 98 кг  | 10     |
| Чемпіонат Європи з боротьби 2017 | Румунія | греко-римська боротьба, до 130 кг | 5      |
| Чемпіонат Європи з боротьби 2018 | Румунія | греко-римська боротьба, до 130 кг | Бронза |
| Чемпіонат Європи з боротьби 2019 | Румунія | греко-римська боротьба, до 130 кг | Бронза |
| Чемпіонат Європи з боротьби 2020 | Румунія | греко-римська боротьба, до 130 кг | Золото |
| Чемпіонат Європи з боротьби 2021 | Румунія | греко-римська боротьба, до 130 кг | 7      |
| Чемпіонат Європи з боротьби 2022 | Румунія | греко-римська боротьба, до 130 кг | 13     |
| Чемпіонат Європи з боротьби 2023 | Румунія | греко-римська боротьба, до 130 кг | 5      |
| Чемпіонат Європи з боротьби 2024 | Румунія | греко-римська боротьба, до 130 кг | 9      |

### Виступи на Європейських іграх
| Змагання              | Збірна  | Вагова категорія                  | Місце |
| --------------------- | ------- | --------------------------------- | ----- |
| Європейські ігри 2015 | Румунія | греко-римська боротьба, до 98 кг  | 16    |
| Європейські ігри 2019 | Румунія | греко-римська боротьба, до 130 кг | 7     |

### Виступи на Універсіадах
| Змагання               | Збірна  | Вагова категорія                 | Місце |
| ---------------------- | ------- | -------------------------------- | ----- |
| Літня Універсіада 2013 | Румунія | греко-римська боротьба, до 96 кг | 10    |

### Виступи на Чемпіонатах світу серед студентів
| Змагання                                        | Збірна  | Вагова категорія                 | Місце  |
| ----------------------------------------------- | ------- | -------------------------------- | ------ |
| Чемпіонат світу з боротьби серед студентів 2014 | Румунія | греко-римська боротьба, до 98 кг | Бронза |

### Виступи на Кубках світу
| Змагання                    | Збірна  | Вагова категорія                  | Місце |
| --------------------------- | ------- | --------------------------------- | ----- |
| Кубок світу з боротьби 2020 | Румунія | греко-римська боротьба, до 130 кг | 12    |

### Виступи на інших змаганнях
| Змагання                                                        | Збірна  | Вагова категорія                  | Місце  |
| --------------------------------------------------------------- | ------- | --------------------------------- | ------ |
| Турнір Дана Колова — Николи Петрова 2008                        | Румунія | греко-римська боротьба, до 96 кг  | 8      |
| Міжнародний турнір «Cristo Lutte» 2010                          | Румунія | греко-римська боротьба, до 96 кг  | 5      |
| Гран-прі Німеччини з боротьби 2010                              | Румунія | греко-римська боротьба, до 96 кг  | 16     |
| Міжнародний турнір «Cristo Lutte» 2011                          | Румунія | греко-римська боротьба, до 96 кг  | 5      |
| Турнір Дана Колова — Николи Петрова 2011                        | Румунія | греко-римська боротьба, до 96 кг  | 5      |
| Золотий Гран-прі з боротьби 2011 (Сомбатгей)                    | Румунія | греко-римська боротьба, до 96 кг  | 15     |
| Турнір міста Сассарі з боротьби 2011                            | Румунія | греко-римська боротьба, до 120 кг | Срібло |
| Гран-прі Іспанії з боротьби 2011                                | Румунія | греко-римська боротьба, до 120 кг | 5      |
| Золотий Гран-прі з боротьби 2012 (Сомбатгей)                    | Румунія | греко-римська боротьба, до 120 кг | 9      |
| Олімпійський кваліфікаційний турнір з боротьби 2012 (Софія)     | Румунія | греко-римська боротьба, до 120 кг | 12     |
| Олімпійський кваліфікаційний турнір з боротьби 2012 (Тайюань)   | Румунія | греко-римська боротьба, до 120 кг | 19     |
| Олімпійський кваліфікаційний турнір з боротьби 2012 (Гельсінкі) | Румунія | греко-римська боротьба, до 96 кг  | Золото |
| Меморіал Іона Корнеану 2012                                     | Румунія | греко-римська боротьба, до 120 кг | Золото |
| Гран-прі Німеччини з боротьби 2012                              | Румунія | греко-римська боротьба, до 120 кг | 8      |
| Золотий Гран-прі з боротьби 2013 (Сомбатгей)                    | Румунія | греко-римська боротьба, до 120 кг | Бронза |
| Золотий Гран-прі з боротьби 2013 (Баку)                         | Румунія | греко-римська боротьба, до 120 кг | 10     |
| Турнір Вехбі Емре 2014                                          | Румунія | греко-римська боротьба, до 98 кг  | Срібло |
| Турнір Дана Колова — Николи Петрова 2014                        | Румунія | греко-римська боротьба, до 98 кг  | Бронза |
| Гран-прі Німеччини з боротьби 2014                              | Румунія | греко-римська боротьба, до 98 кг  | 14     |
| Гран-прі FILA 2015                                              | Румунія | греко-римська боротьба, до 98 кг  | Бронза |
| Турнір Вехбі Емре і Гаміта Каплана 2015                         | Румунія | греко-римська боротьба, до 98 кг  | Бронза |
| Турнір Дана Колова — Николи Петрова 2015                        | Румунія | вільна боротьба, до 125 кг        | Золото |
| Меморіал Іона Корнеану 2015                                     | Румунія | греко-римська боротьба, до 130 кг | Золото |
| Міжнародний турнір Любомира Івановича-Гедзи 2016                | Румунія | греко-римська боротьба, до 130 кг | Срібло |
| Гран-прі Німеччини з боротьби 2016                              | Румунія | греко-римська боротьба, до 98 кг  | 5      |
| Кубок Європейських націй з боротьби 2016                        | Румунія | команда                           | Бронза |
| Клубний чемпіонат світу з боротьби 2016                         | Румунія | команда                           | 13     |
| Київський Міжнародний турнір з боротьби 2017                    | Румунія | греко-римська боротьба, до 130 кг | Бронза |
| Гран-прі Загреба з боротьби 2017                                | Румунія | греко-римська боротьба, до 130 кг | Бронза |
| Гран-прі Угорщини з боротьби 2017                               | Румунія | греко-римська боротьба, до 130 кг | 8      |
| Турнір Дана Колова — Николи Петрова 2017                        | Румунія | греко-римська боротьба, до 130 кг | Золото |
| Міжнародний турнір Любомира Івановича-Гедзи 2017                | Румунія | греко-римська боротьба, до 130 кг | Золото |
| Кубок Владислава Пітласинські 2017                              | Румунія | греко-римська боротьба, до 130 кг | 19     |
| Меморіал Іона Корнеану і Ладислава Сімона 2017                  | Румунія | греко-римська боротьба, до 130 кг | Срібло |
| Клубний чемпіонат світу з боротьби 2017                         | Румунія | команда                           | 9      |
| Кубок Тахті 2018                                                | Румунія | греко-римська боротьба, до 130 кг | 4      |
| Гран-прі Загреба з боротьби 2018                                | Румунія | греко-римська боротьба, до 130 кг | Бронза |
| Тор Мастерс 2018                                                | Румунія | греко-римська боротьба, до 130 кг | 4      |
| Турнір Дана Колова — Николи Петрова 2018                        | Румунія | греко-римська боротьба, до 130 кг | Бронза |
| Меморіал Кристьяна Палусалу 2018                                | Румунія | греко-римська боротьба, до 130 кг | Бронза |
| Гран-прі Угорщини з боротьби 2018                               | Румунія | греко-римська боротьба, до 130 кг | Бронза |
| Турнір Вехбі Емре і Гаміта Каплана 2018                         | Румунія | греко-римська боротьба, до 130 кг | 11     |
| Гран-прі Німеччини з боротьби 2018                              | Румунія | греко-римська боротьба, до 130 кг | 8      |
| Меморіал Іона Корнеану і Ладислава Сімона 2018                  | Румунія | греко-римська боротьба, до 130 кг | Срібло |
| Гран-прі Загреба з боротьби 2019                                | Румунія | греко-римська боротьба, до 130 кг | 8      |
| Гран-прі Угорщини з боротьби 2019                               | Румунія | греко-римська боротьба, до 130 кг | 5      |
| Турнір Дана Колова — Николи Петрова 2019                        | Румунія | греко-римська боротьба, до 130 кг | 9      |
| Міжнародний турнір Любомира Івановича-Гедзи 2019                | Румунія | греко-римська боротьба, до 130 кг | Срібло |
| Гран-прі Німеччини з боротьби 2019                              | Румунія | греко-римська боротьба, до 130 кг | 5      |
| Кубок Хапаранди з боротьби 2019                                 | Румунія | греко-римська боротьба, до 130 кг | Золото |
| Кубок Арво Хаавісто 2019                                        | Румунія | греко-римська боротьба, до 130 кг | Золото |
| Тор Мастерс 2020                                                | Румунія | греко-римська боротьба, до 130 кг | 4      |
| Олімпійський кваліфікаційний турнір з боротьби 2020 (Будапешт)  | Румунія | греко-римська боротьба, до 130 кг | 12     |
| Олімпійський кваліфікаційний турнір з боротьби 2020 (Софія)     | Румунія | греко-римська боротьба, до 130 кг | Золото |
| Кубок Владислава Пітласинські 2021                              | Румунія | греко-римська боротьба, до 130 кг | 11     |
| Тор Мастерс 2021                                                | Румунія | греко-римська боротьба, до 130 кг | 4      |
| Відкритий чемпіонат Загреба з боротьби 2022                     | Румунія | греко-римська боротьба, до 130 кг | 5      |
| Турнір Дана Колова — Николи Петрова 2022                        | Румунія | греко-римська боротьба, до 130 кг | Золото |
| Турнір Мухамета Мало 2022                                       | Румунія | греко-римська боротьба, до 130 кг | Золото |
| Меморіал Маттео Пелліконе 2022                                  | Румунія | греко-римська боротьба, до 130 кг | 9      |
| Кубок Владислава Пітласинські 2022                              | Румунія | греко-римська боротьба, до 130 кг | Бронза |
| Відкритий чемпіонат Загреба з боротьби 2023                     | Румунія | греко-римська боротьба, до 130 кг | 5      |
| Турнір Ібрагіма Мустафи 2023                                    | Румунія | греко-римська боротьба, до 130 кг | Срібло |
| Турнір Дана Колова — Николи Петрова 2023                        | Румунія | греко-римська боротьба, до 130 кг | 7      |
| Кубок Друскінінкая 2023                                         | Румунія | греко-римська боротьба, до 130 кг | 4      |
| Відкритий чемпіонат Загреба з боротьби 2024                     | Румунія | греко-римська боротьба, до 130 кг | 12     |
| Тор Мастерс 2024                                                | Румунія | греко-римська боротьба, до 130 кг | Бронза |
| Олімпійський кваліфікаційний турнір з боротьби 2024 (Баку)      | Румунія | греко-римська боротьба, до 130 кг | 4      |
| Олімпійський кваліфікаційний турнір з боротьби 2024 (Стамбул)   | Румунія | греко-римська боротьба, до 130 кг | Золото |
| Меморіал Імре Поляка та Яноша Варги 2024                        | Румунія | греко-римська боротьба, до 130 кг | Бронза |

### Виступи на змаганнях молодших вікових груп
| Змагання                                      | Збірна  | Вагова категорія                 | Місце  |
| --------------------------------------------- | ------- | -------------------------------- | ------ |
| Чемпіонат світу з боротьби серед юніорів 2010 | Румунія | греко-римська боротьба, до 96 кг | Срібло |